# Руси Славов
Руси Славов Георгиев е български офицер и революционер, чокенски войвода на Вътрешната македоно-одринска революционна организация.

## Биография
Славов е роден през 1884 или 1886 година в Нова Загора, тогава в Източна Румелия. Присъединява се към ВМОРО през 1901 година. Участва в Илинденско-Преображенското въстание, като при нападението на град Василико е тежко ранен. През 1904 година води собствена чета в Тракия.
През Балканската война е доброволец в Македоно-одринското опълчение, зачислен в четата на Апостол Дограмаджиев. Славов с четата си освобождава град Софлу, а също участва и в атаката на форта Айваз баба при щурма на Одрин.
През Междусъюзническата война четите на Руси Славов и Димитър Маджаров предотвратяват тоталното обезбългаряване на Дедеагачко, Ортакьойско и Гюмюрджинско.
Руси Славов умира на 2 декември 1937 година в Пловдив.